# Шеррелвуд (Колорадо)
Шеррелвуд (англ. Sherrelwood) — переписна місцевість (CDP) в США, в окрузі Адамс штату Колорадо. Населення — 19 228 осіб (2020).

## Географія
Шеррелвуд розташований за координатами 39°50′18″ пн. ш. 105°0′8″ зх. д. / 39.83833° пн. ш. 105.00222° зх. д. (39.838251, -105.002316).  За даними Бюро перепису населення США в 2010 році переписна місцевість мала площу 6,35 км², з яких 6,29 км² — суходіл та 0,06 км² — водойми.

## Демографія
Згідно з переписом 2010 року, у переписній місцевості мешкало 18 287 осіб у 5898 домогосподарствах у складі 4328 родин. Густота населення становила 2882 особи/км².  Було 6240 помешкань (983/км²).
Расовий склад населення:
| - 67,2 % — білих - 2,3 % — азіатів - 2,1 % — корінних американців - 1,4 % — чорних або афроамериканців - 0,2 % — вихідців з тихоокеанських островів - 22,7 % — осіб інших рас |

До двох чи більше рас належало 4,1 %. Частка іспаномовних становила 58,9 % від усіх жителів.
За віковим діапазоном населення розподілялося таким чином: 28,7 % — особи молодші 18 років, 61,0 % — особи у віці 18—64 років, 10,3 % — особи у віці 65 років та старші. Медіана віку мешканця становила 31,4 року. На 100 осіб жіночої статі у переписній місцевості припадало 105,6 чоловіків;  на 100 жінок у віці від 18 років та старших — 104,8 чоловіків також старших 18 років.
Середній дохід на одне домашнє господарство  становив 55 186 доларів США (медіана — 48 569), а середній дохід на одну сім'ю — 57 555 доларів (медіана — 50 737). Медіана доходів становила 35 645 доларів для чоловіків та 30 775 доларів для жінок. За межею бідності перебувало 18,2 % осіб, у тому числі 26,3 % дітей у віці до 18 років та 11,4 % осіб у віці 65 років та старших.
Цивільне працевлаштоване населення становило 9179 осіб. Основні галузі зайнятості: будівництво — 15,8 %, освіта, охорона здоров'я та соціальна допомога — 14,6 %, роздрібна торгівля — 12,3 %, мистецтво, розваги та відпочинок — 11,7 %.